# Свёнтники-Гурне (гмина)
Свёнтники-Гурне (пол. Świątniki Górne) — городско-сельская гмина (волость) в Польше, входит как административная единица в Краковский повет, Малопольское воеводство. Административным центром гмины является город Свёнтники-Гурне.

## Демография
Население — 8562 человека (на 2004 год).
| Перепись                       | Всего   | Всего | Женщины | Женщины | Мужчины | Мужчины |
| ------------------------------ | ------- | ----- | ------- | ------- | ------- | ------- |
| Единицы                        | человек | %     | человек | %       | человек | %       |
| Население                      | 8562    | 100   | 4350    | 50,8    | 4212    | 49,2    |
| Плотность населения (чел./км²) | 424,5   | 424,5 | 215,7   | 215,7   | 208,8   | 208,8   |

## Населённые пункты
Вжонсовице, Залесе, Ольшовице, Охойно, Жешотары, Жешотары-Гурне.

## Соседние гмины
1. Краков
2. Гмина Могиляны
3. Гмина Сеправ
4. Гмина Величка